# 당산동
당산동(堂山洞)은 서울특별시 영등포구의 법정동이다.

## 개요
당산동은 당산 1·2동 2개동의 행정동을 보유한 법정동으로서, 옛날에 이곳에 해당화 나무가 많아 늦은 봄에 많이 피었다하여 당산동이라 하기도 하며, 또 하나는 당산동 110에 우뚝 솟은 산이 있어 이를 ‘단산’(單山)이라 부르고 이곳에 부군당이 있어 ‘당제’(堂祭)를 지냈던 것에서 유래된 이름이라 한다.
당산1동의 행정구역은 1936년 4월 1일 경성부로 편입되면서 당산, 양평, 양화정회에서 행정을 맡았다가, 1941년 양평, 양화정과 분리되었다. 그 후 1948년 3월 당산1동, 중동2동의 3개 동회로 나누어졌다가 1955년 4월 동제를 실시하면서 당산 제1~4동으로 나누어졌다. 그 뒤 1970년 5월 당산의 4개 동사무소를 2개로 축소하였다. 즉 현재 당산1동 지역은 전일의 당산 제1, 제2, 제3동 지역이 통합된 것이다. 당산동은 전일의 동아산소 공장자리는 보원창고, 백양주조 자리에는 문화예식장, 군부대가 주둔했던 곳에는 영등포구청과 당산공원이 세워졌다. 그리고 1980년 6월 당산동 2,3가 동쪽에 위치하던 대한민국 철도청 영등포공작소가 1975년 대전으로 이전함에 따라 그 자리에 철우아파트, 한양아파트, 근로복지아파트,복지회관, 홍익상가, 영등포경찰서, 구민회관 등의 건물이 들어서 있다.

## 법정동
- 당산동1가
- 당산동2가
- 당산동3가
- 당산동4가
- 당산동5가
- 당산동6가
- 당산동

## 교육
- 당서초등학교
- 영동초등학교
- 당산중학교
- 당산서중학교

## 교통
서울 지하철 2, 5, 9호선이 이곳을 지나며, 동서로 영등포로와 남북으로 당산로가 있어 교통이 편리하다. 또한 양화대교를 통해서 마포구 합정동으로 갈 수 있다.
- ● 서울 지하철 2호선 및 ● 수도권 전철 5호선 : 영등포구청역
- ● 서울 지하철 2호선 및 ● 서울 지하철 9호선 : 당산역

## 관공서
- 영등포구청
- 영등포경찰서

## 아파트
| 단지명                  | 건설사              | 시행사                                   | 주소                                 | 입주              | 비고                     |
| ----------------------- | ------------------- | ---------------------------------------- | ------------------------------------ | ----------------- | ------------------------ |
| 당산삼성 2차            | 삼성물산㈜ 건설부문 | 삼성물산㈜ 건설부문                      | 영등포구 당산로36길 12 (당산동4가)   | 1997년 9월        |                          |
| 강변 래미안             | 삼성물산㈜ 건설부문 | 당산시범외기 재건축조합                  | 영등포구 버드나루로 130 (당산동)     | 2002년 6월        | 당산시범·외기노조 재건축 |
| 래미안 당산 4차         | 삼성물산㈜ 건설부문 | 당산동강남맨션아파트 재건축조합          | 영등포구 당산로 214 (당산동5가)      | 2003년 12월       | 강남맨션 재건축          |
| 당산현대 5차            | 현대산업개발        | 당산신우아파트 재건축조합                | 영등포구 당산로42길 16 (당산동4가)   | 2000년 3월        | 당산신우 재건축          |
| 당산 센트럴 아이파크    | 현대산업개발        | 상아현대 주택재건축정비사업조합          | 영등포구 영신로 247 (당산동5가)      | 2020년 4월        | 당산상아·현대 1차 재건축 |
| e편한세상 당산 리버파크 | ㈜디엘이앤씨        | 유원제일1차아파트 주택재건축정비사업조합 |                                      | 2028년 3월 (예정) | 유원제일1차 재건축       |
| 당산 금호어울림         | 금호산업            | 금호산업                                 | 영등포구 국회대로37길 22 (당산동4가) | 2002년 6월        |                          |
| 당산 동부센트레빌       | 동부건설            | 당산동철우아파트 재건축조합              | 영등포구 영신로 191 (당산동3가)      | 2003년 6월        | 당산철우 재건축          |